# 長指紅娘魚
长指红娘鱼（学名：Lepidotrigla longimana）为輻鰭魚綱鮋形目牛尾魚亞目鲂鮄科红娘鱼属的鱼类。分布于南海北部与西太平洋的热带海域。

## 扩展阅读
維基物種上的相關：长指红娘鱼